# Efekt Olivery-Tanziego

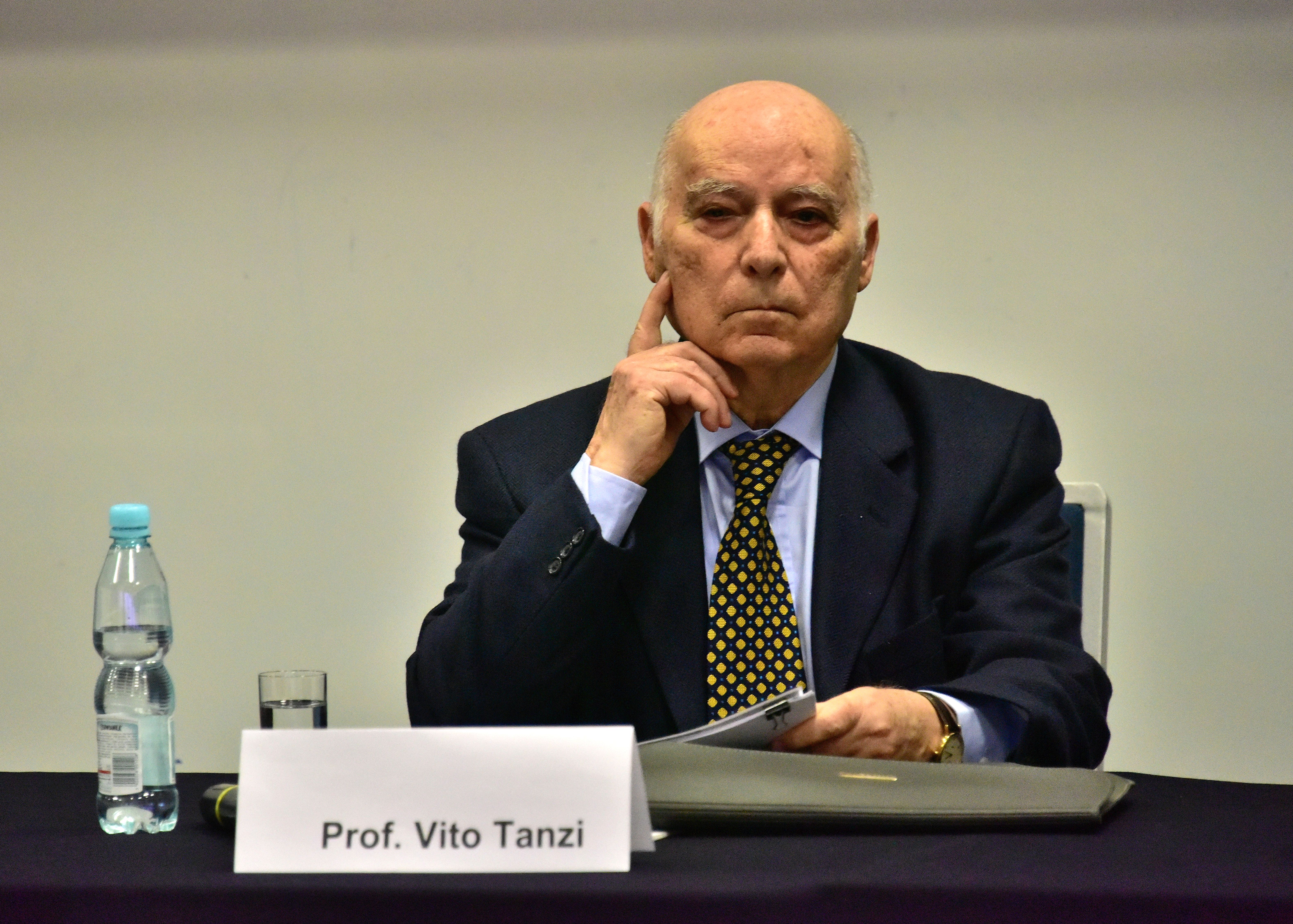
Włoski ekonomista Vito Tanzi, od nazwiska którego pochodzi nazwa efektu

Efekt Olivery-Tanziego – w ekonomii: zjawisko zmniejszenia dochodów państwa w czasie hiperinflacji spowodowane utratą wartości opłaconych podatków między czasem powstania zobowiązania a chwilą dotarcia ich do budżetu. Zjawisko nasilają celowe opóźnienia wpłat podatkowych przez podmioty gospodarcze, a zarazem coraz silniejsze (i często skuteczne) naciski na przyspieszanie wypłat z budżetu, głównie na wydatki sektora rządowego. W rezultacie pogłębia to jeszcze bardziej deficyt budżetowy, co z kolei nasila inflację.